# Ed Atkins

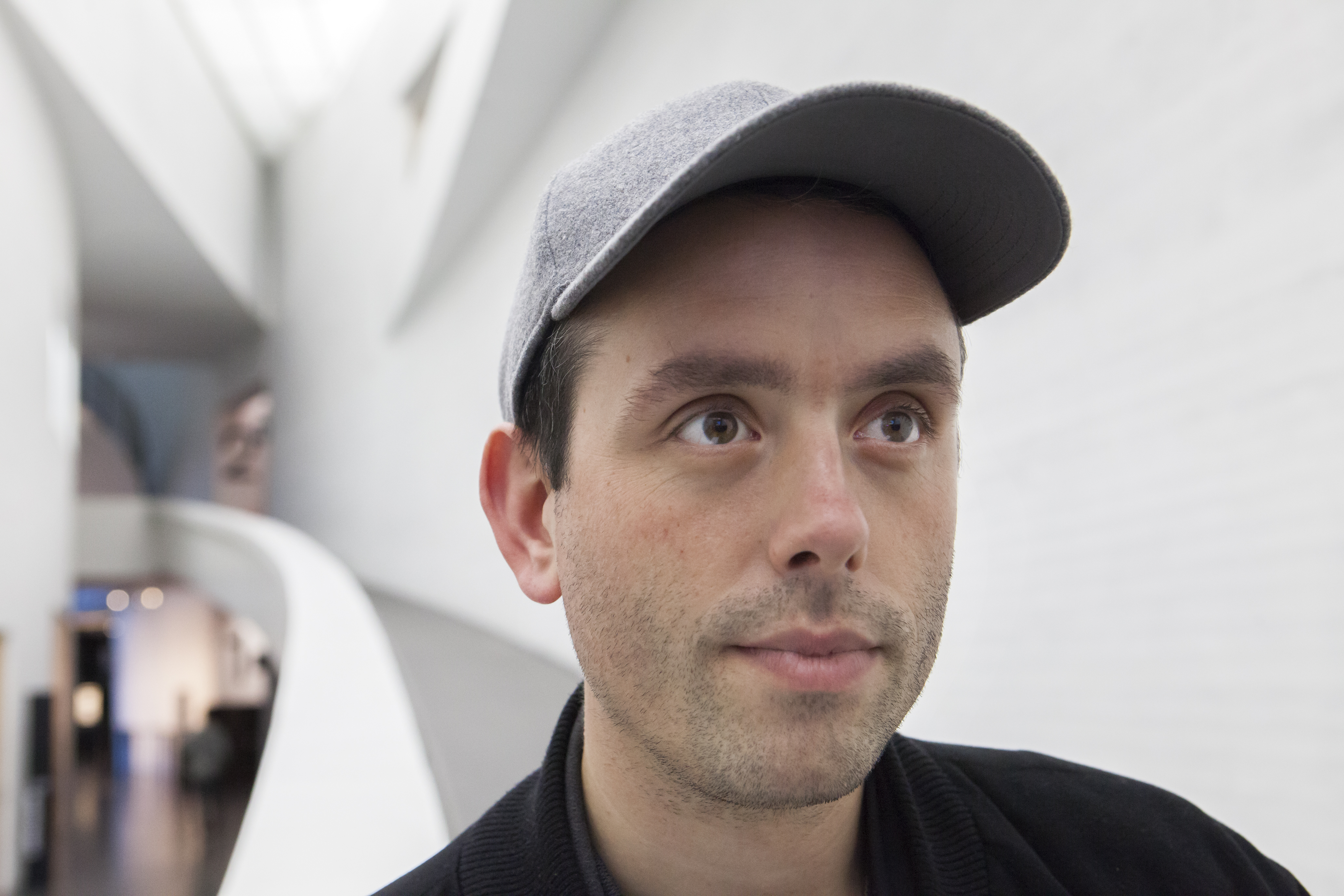
Ed Atkins, 2016

Ed Atkins (* 1982 in Oxford, England) ist ein britischer zeitgenössischer Künstler. Er ist insbesondere für seine Videokunst bekannt.

## Leben
Atkins wuchs in Stonesfield, einem kleinen Dorf in der Nähe von Oxford, auf. Sein Vater war Grafikdesigner, seine Mutter Kunstlehrerin. Er erhielt seinen Bachelor am Central Saint Martins of Art and Design in London und studierte von 2007 bis 2009 an der Slade School of Fine Art in London, wo er seinen Masterabschluss erwarb. Er lebt und arbeitet in Berlin und Kopenhagen. Seit Herbst 2024 vertritt Atkins die Professur von John Morgan an der Kunstakademie Düsseldorf.

## Werk
Die Arbeiten von Atkins umfassen hochauflösende Videos, Texte und Zeichnungen. In seinen Videos steht in der Regel eine nicht weiter identifizierbare Figur im Zentrum, die sich in Verzweiflung, Angst oder Frustration befindet. Die Themen kreisen meist um existentielle Fragen zu Leben und Tod, Krankheit, Körper oder Identität. Die Bildlichkeit seiner computergenerierten Werke sind dem Hyperrealismus zuzuordnen. Bei den Figuren handelt es sich um CGI-Avatare, die durch Motion-Capture-Technik animiert sind und von Atkins selbst eingesprochen werden. Der Realismus der Charaktere erweckt bei den Betrachtern häufig eine Empathie und aufgrund der Schwere der Themen eine gewisse Melancholie und Emotionalität. Gleichzeitig ruft der verstörende Realismus den Uncanny Valley-Effekt hervor, da die Simulakren der menschlichen Wirklichkeit zwar nahekommen, aber gerade aufgrund dessen mit Abscheu betrachtet und abgelehnt werden.
Aktins Arbeiten befassen sich mit der Veränderung der Wahrnehmung des Menschen durch die rasante Entwicklung der (digitalen) Medien. Dabei beruft sich der Künstler auch auf die Entwicklung der Filmindustrie, die auf 3D-Effekte und High Definition drängt, aber dadurch gleichzeitig seine Körperlichkeit und Materialität auflöst, denn durch die Digitalisierung verschwinden Zelluloid, Bänder und DVDs. Das Bild erscheint somit immer realer und materieller, der Körper selbst verschwindet aber und wird durch Daten und Codes ersetzt.
Seine Arbeiten werden international ausgestellt, darunter im Nykytaiteen museo Kiasma in Helsinki, dem Castello di Rivoli – Museo d’Arte Contemporanea in Turin, dem New Museum in New York, dem Moderna Museet in Stockholm und der Serpentine Gallery in London. Der Schweizer Kurator Hans-Ulbrich Obrist bezeichnete Atkins als „one of the great artists of our time“.

## Einzelausstellungen (Auswahl)
- 2021: Get Life / Love's Work, New Museum, New York, USA
- 2019: Ed Atkins, Kunsthaus Bregenz, Österreich
- 2019: Ed Atkins – Ye Olde Food, K21-Kunstsammlung Nordrhein-Westfalen, Düsseldorf
- 2017–2018: Ed Atkins, Old Food, Martin-Gropius-Bau, Berlin
- 2017: Ed Atkins. Corpsing, Museum für Moderne Kunst, Frankfurt am Main
- 2015: Ed Atkins. Recent Ouija, Stedelijk Museum, Amsterdam
- 2014: Ed Atkins, Serpentine Sackler Gallery, London
- 2013: Ed Atkins, MoMA PS1, New York, USA
- 2012: Us Dead Talk Love, Chisenhale Gallery, London
- 2011–2012: Art Now: Ed Atkins, Tate Britain, London

## Gruppenausstellungen (Auswahl)
- 2020: AGAINandAGAINandAGAINand, Museo d’Arte Moderna di Bologna (MAMbo), Bologna
- 2019: Der montierte Mensch, Museum Folkwang, Essen
- 2018: Blind Faith, Haus der Kunst, München
- 2017: Generation Loss: 10 Years of the Julia Stoschek Collection, Julia Stoschek Collection, Düsseldorf
- 2016: Fire Under Snow, Louisiana Museum of Modern Art, Copenhagen
- 2015: CO-Workers Network as Artist, Musee d’Art Moderne de la Ville de Paris, Paris
- 2014: Real Emotions: Thinking in Film, KW Institute for Contemporary Art, Berlin
- 2013: Relative Absolute, Wysing Arts Centre, Cambridgeshire
- 2013: Tomorrow Never Knows, CCA Glasgow, Glasgow
- 2013: Frozen Lakes, Artist´s Space, New York
- 2011: Time Again, SculptureCentre, New York
- 2004: Sounding Out, University of East London, London

## Auszeichnungen (Auswahl)
- 2015: Berliner Künstlerprogramm des DAAD, Berlin
- 2012: Paul Hamlyn Foundation Award for Artists
- 2012: The Jerwood / Film and Video Umbrella Award
- 2008: The Chelsea Arts Club Trust Special Project Award

## Schriften (Auswahl)
- Drawings For Children, Verlag der Buchhandlung Walther König, Köln 2021, ISBN         978-3-96098-991-2[8]
- Old Food, Fitzcarraldo Editions, London 2019
- „'Losslessness'“, in: Daniel Birnbaum und Michelle Kuo (Hrsg.): More than Real. Art in the Digital Age. 2018 Verbier Art Summit, Koenig Books Ltd, London 2018, S. 80–97, ISBN         978-3-7774-3194-9
- Generation Loss. 10 Years Julia Stoschek Collection, Kerber, Bielefeld 2017, ISBN  978-3-7356-0384-5
- A Primer for Cadavers, Fitzcarraldo Editions, London 2016, ISBN 978-1-910695-21-0
- „Daten-Verfall“, in: Frieze, Nr. 23, 2016, S. 107–111.
- A Seer Reader, Serpentine Galleries, London 2014, ISBN         978-1-908617-20-0